# Bob (leguminoasă)
Bobul sau fasole fava (Vicia faba) este o plantă leguminoasă, anuală care este cultivată pentru folosința sa în bucătărie.

## Caracteristici
Bobul are vrejul puternic, drept de până la 1,6 m înălțime. Sămânța bobului poate varia în funcție de soi dar în general e puțin mai mare decât bobul de fasole.Are culoarea galbenă la recoltare care se schimbă la uscare în brun. Puterea germinativă a bobului durează de la 4 la 6 ani. Rădăcina plantei poate ajunge la lungimea vrejului, iar nodurile au proprietatea de a fixa în pământ azotul din aer. Chiar dacă 80 % din azotul fixat va fi consumat însăși de plantă, 20 % rămâne și îmbogățește solul.

## Cultivare
Bobul este originar din zona mediteraneană sau din Asia centrală dar în ziua de azi este cultivat pe tot globul. Australia, China, Egipt și Etiopia sunt țările cu cele mai mari culturi ale bobului asigurând 4/5 din producția mondială. Temperatura propice culturii bobului este în jurul a 15 °C.
Crește pe aproape toate tipurile de soluri dar e bine a se evita cele prea umede sau prea uscate.Preferă pH-ul între 6 și 7,5 și suportă solurile argiloase.
Ca îngrășăminte cele mai recomandate sunt cele sulfuroase și cele fosfopotasice.

## Folosință

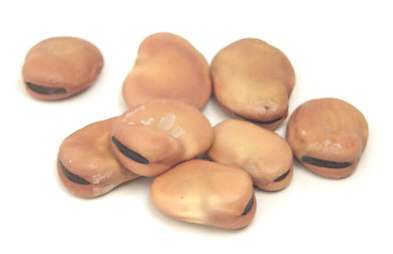
Bob uscat

Bobul este cultivat pentru hrana umană. Este un aliment hrănitor bogat în proteine și carbohidrați care se poate consuma atât verde cât și gătit. Filum-ul închis la culoare sau chiar negru arată că bobul este matur și este recomandat consumului de către oameni.

## Valori nutritive

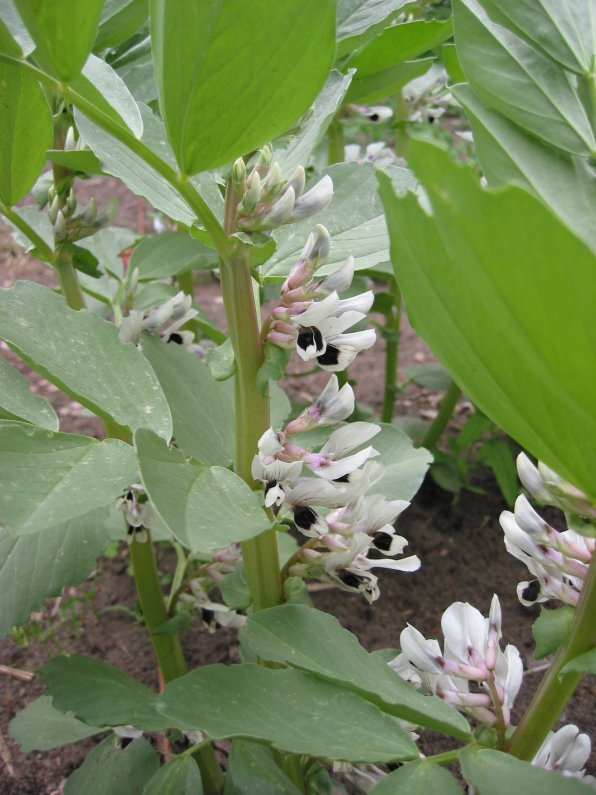
Vrej de bob înflorit

Compoziția chimică pentru 100 g de boabe de bob verde este următoarea:
- apă 65–70 %
- hidrați de carbon 17–20 %
- proteine 7–9 %
- grăsimi 0,4–0,7 %
- Fibre alimentare 2,75 %
- săruri minerale și vitamine 2,5 %

pH-ul este între 5 și 6 iar valoarea energetică pentru 100 g produs este între 300 și 400 de joule.
Săruri minerale și vitaminele (pentru 100 gr de produs verde):
- calciu 105 mg
- potasiu 1,39 mg
- fosfor 600 mg
- magneziu 240 mg
- cupru 3 mg
- fier 2 mg
- vitamina A 200U.I.
- vitamina B1 0,3 mg
- vitamina B2 0,18 mg
- vitamina C 25 mg
- niacina 1,8 mg.

## Dăunători și boli
Dăunători

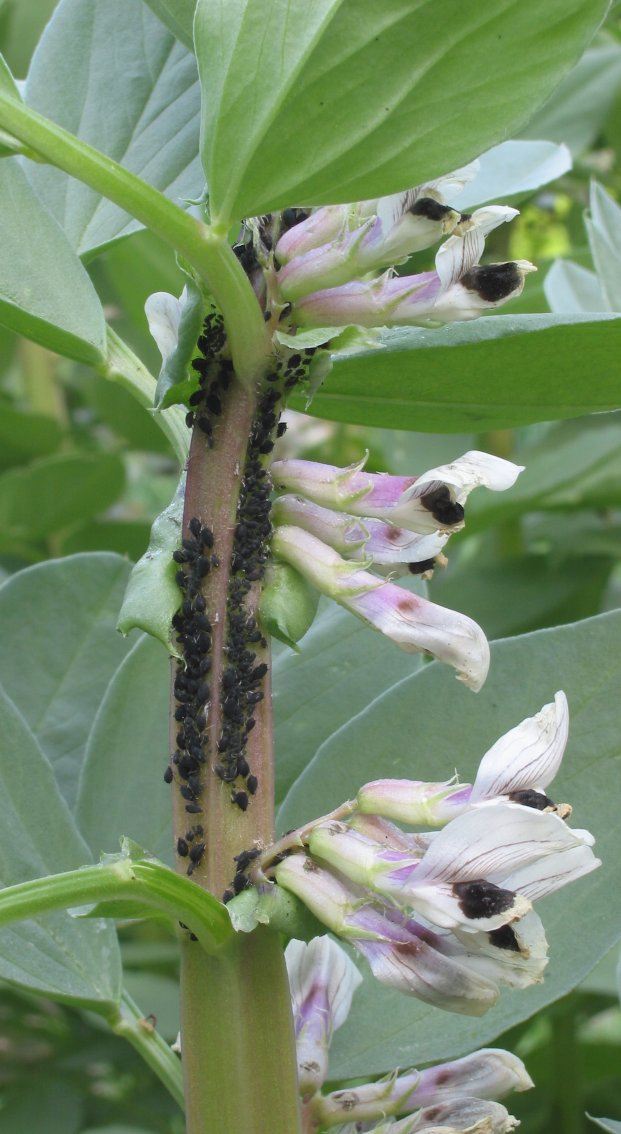
Plantă afectată de Aphis Fabae

- Arphis fabae se tratează cu Menazon, Malation, Dibrom Fenitrotion
- Sitona Lineatus se tratează cu Lindano ,Triclorfon și Carbaril.
- Lixus Algirus se tratează cu Lindano și Triclorfon
- Kakothrips robustus se tratează cu Lindano+sulf

Boli
- Peronospora Viciae provoacă pete galbene pe frunze care apoi se usucă.Poate fi combătută cu Amestec de Bordeaux sau cu fungicide (Zineb,Maneb).
- Uromyces Fabae provoacă pete decolorate pe frunze și pustule din care iese un praf negru.Se tratează cu Zineb, Maneb și Ziram.
- Sclerotinia Sclerotinorum tulpina afectată de această boală prezintă mucegai alb asemănător bumbacului. Se tratează cu Captafol+Folpet,TMTD, Camptan+PCNB sau se aruncă plantele afectate.
- planta parazită Orobanche Nu se cunoaște un tratament eficace împotriva acestei plante.Plantele afectate se înlătură, iar pentru combaterea mai bună a bolii se rotește cultura.